# 蒂米薩
蒂米薩（法語：Timissa），是馬里的城鎮，位於該國中部，由塞古區的托米尼安省負責管轄，面積1,251平方公里，海拔高度303米，2009年人口27,694，人口密度每平方公里22.14人。
13°49′N 4°12′W / 13.817°N 4.200°W